# کمپلکس‌های آلکیل فلز واسطه

ویتامین B12 یک کمپلکس فلز-آلکیل طبیعی است.

کمپلکس‌های آلکیل فلز واسطه (به انگلیسی: Transition metal alkyl complexes) کمپلکس‌های شیمیایی هستند که حاوی پیوندی بین فلز واسطه و لیگاند آلکیل هستند. چنین کمپلکس‌هایی نه تنها فراگیر هستند بلکه مورد توجه عملی و نظری نیز می‌باشند.